# Great Expectations (série de televisão)
Great Expectations é uma série de televisão britânica criada por Steven Knight, baseado no romance de mesmo nome de Charles Dickens. A série é estrelada por Olivia Colman, Fionn Whitehead e Shalom Brune-Fanklin. O programa estreiou em 26 de março de 2023 no FX on Hulu.

## Elenco
- Olivia Colman como Senhorita Havisham
- Fionn Whitehead como Pip
- Ashley Thomas como Jaggers
- Johnny Harris como Abel Magwitch
- Shalom Brune-Franklin como Estella
- Hayley Squires como Sara
- Owen McDonnell como Joe
- Trystan Gravelle como Compeyson
- Matt Berry como Sr. Pumblechuck

## Produção
Foi anunciado em maio de 2020 que Steven Knight desenvolveria uma adaptação para a televisão do romance de Charles Dickens em colaboração entre a BBC e a FX, a segunda depois de A Christmas Carol de 2019. Em fevereiro de 2022, o elenco da série foi anunciado, com Olivia Colman escalada como Miss Havisham, e Fionn Whitehead escalado como Pip. As filmagens começaram em março de 2022, com a produção ocorrendo em Buckler's Hard, Hampshire em 30 de março.